# De Surinamer
De Surinamer was van 1894 tot 1955 een weekblad in Suriname. Het voerde de ondertitel Nieuws- en Advertentieblad. Het weekblad werd opgericht door titulair bisschop Wilhelmus Wulfingh.
De krant werd voor het eerst uitgegeven op 6 januari 1894 en opgericht door de katholieke missiedrukkerij. De Surinamer verscheen twee keer wekelijks. De redacteur was bij de oprichting A. Verheggen die toebehoorde aan de congregatie van redemptoristen. Sinds 1921 was Alfred Morpurgo mederedacteur. Ideologisch voerde de krant strijd tegen de protestantse pers, zoals het Protestantenblad dat het "uitzicht tot bestrijding van het catholicisme" voorstond. De signatuur van De Surinamer was conservatief en gezagsgetrouw.
Rond de jaren 1950 werd de krant gedrukt door Drukkerij H. van den Boomen. Op 5 december 1955 werd De Surinamer voor het laatst uitgegeven, omdat het met een oplage van 600 niet langer winstgevend was.